# Општина Кордун (Њамц)
Кордун (рум. Cordun) општина је у Румунији у округу Њамц.
Oпштина се налази на надморској висини од 202 m.